# Wassili Grigorjewitsch Tuwolkow
Wassili Grigorjewitsch Tuwolkow (russisch Василий Григорьевич Туволков; * 1697; † 1727) war ein russischer Wasserbauingenieur.

## Leben
Tuwolkow wurde 1714 zusammen mit anderen begabten Schülern auf Regierungskosten zum Studium in die Niederlande und nach Frankreich geschickt. Fünf Jahre lang erlernte er theoretisch und praktisch den Bau von Kanälen, Schleusen, Dämmen und Wasserkünsten. In Frankreich lernte er an der Seine die größte Wasserkraftanlage der damaligen Zeit kennen, in der 14 Wasserräder mit 12 m Durchmesser Wasser 162 m hochhoben, um die Springbrunnen der Schlösser Versailles, Trianon und Marly mit Wasser zu versorgen.

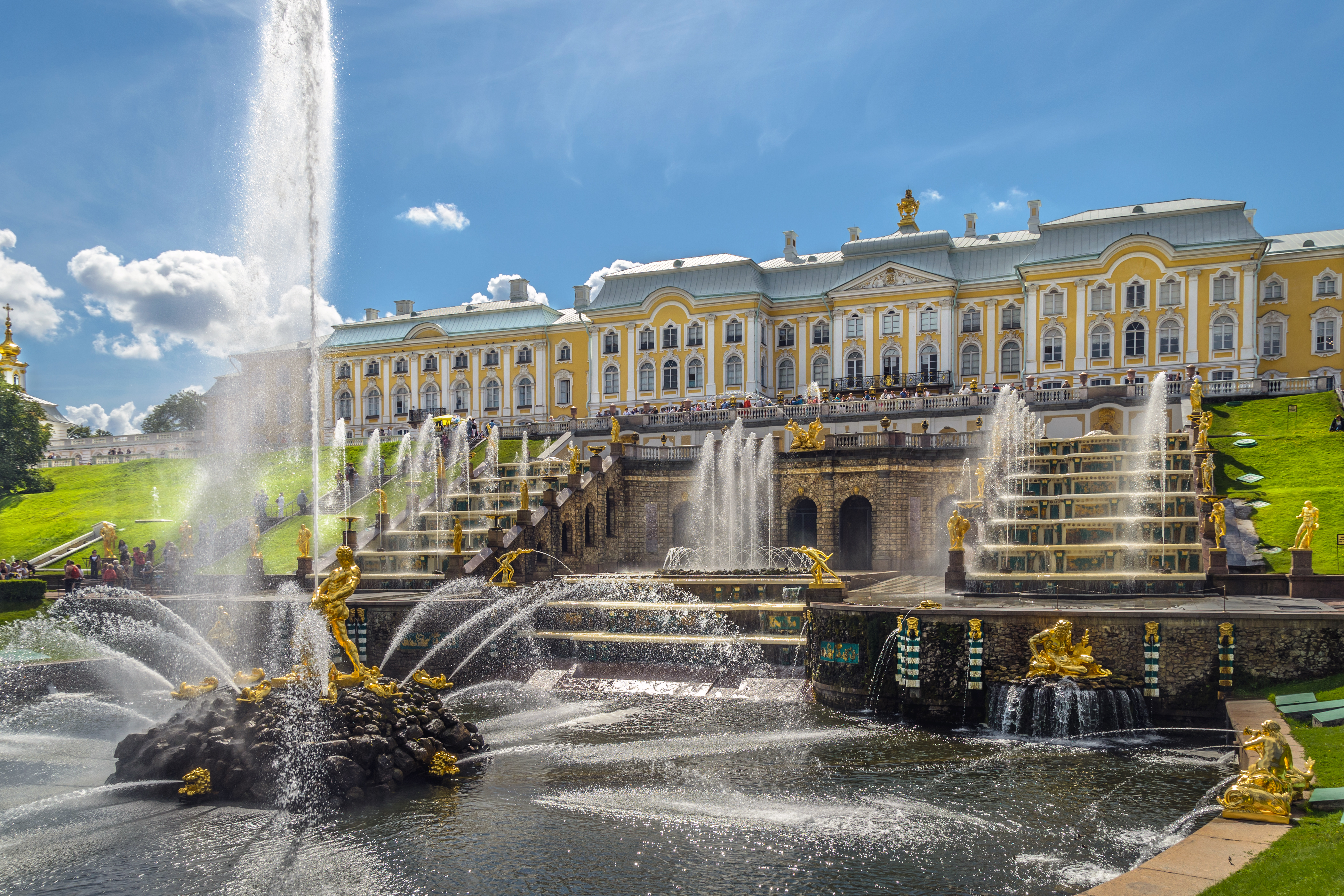
Schloss Peterhof mit Großer Kaskade

Nach seiner Rückkehr trat Tuwolkow als Maschinist in den Dienst des St. Petersburger Admiralitätskollegiums. Bald wurde er mit Ukas Peters I. in die St. Petersburger Kanzlei für Städtebau-Angelegenheiten geschickt. Im Juli 1719 baute er einen Damm in Strelna.
1720 begann Tuwolkow mit dem Bau von Springbrunnen-Wasserversorgungsanlagen im Schloss Peterhof. Für den Versorgungskanal von den  Ropscha-Höhen, auf denen später der Ropscha-Palast gebaut wurde, durch sumpfiges Gelände zum Schloss Peterhof legte er eine für minimierten Arbeitsaufwand günstige Trasse fest. Der Bau des 24 km langen, mehr als 6 m breiten und mehr als 2 m tiefen Ropscha-Kanals wurde von mehr als 2000 Soldaten der umliegenden Garnisonen bewerkstelligt und war 1721 fertig, so dass im Sommer dieses Jahres die Große Kaskade des Schlosses Peterhof probeweise in Betrieb genommen werden konnte. Dann baute er eine Einkammerschleuse im Kanal vom Meer zum Schloss Peterhof für Peters I. kleine Yacht. Peter I. schätzte Tuwolkows Arbeit sehr und beauftragte ihn mit dem Bau eines großen Kanals vom Schloss Peterhof nach St. Petersburg entlang der Küste des Finnischen Meerbusens.
Zusammen mit dem Schiffbauer Filipp Paltschikow konstruierte und baute Tuwolkow neuartige Schiffskamele.